# Avtatkuul
Sông Avtatkuul (hay Avtotkuul) là một sông ở vùng Viễn Đông Siberi. Sông chảy qua vùng đất thấp Nizhneanadyrskaya, một vùng đầm lầy, các hồ nhỏ và lãnh nguyên rồi đổ ra biển Bering tại vịnh Anadyr. Cửa sông Avtatkuuk gần với cửa sông Velikaya.
Sông Avtatkuul và các chi lưu chảy hoàn toàn trong lãnh thổ khu tự trị Chukotka của Nga.
Vùng đầm lầy xung quanh Avtatkuul là một khu bảo tồn động vật hoang dã.